# Toxophora travassosi
Toxophora travassosi är en tvåvingeart som först beskrevs av Andretta och Carrera 1950.  Toxophora travassosi ingår i släktet Toxophora och familjen svävflugor. Inga underarter finns listade i Catalogue of Life.